# Kerrygold
Kerrygold ist eine eingetragene Marke der Ornua Co-Operative Limited, Dublin.

## Namensgebung
Bei der Findung des Markennamens kamen aus über 60 Vorschlägen sechs in die engere Auswahl: Buttercup, Shannon Gold, Kerrygold, Golden Farm, Tub-o-gold und Leprechaun. Man entschied sich mehrheitlich für den Namen Kerrygold, welcher 1962 amtlich als Marke registriert wurde.

## Geschichte
Der Grundstein der Marke Kerrygold wurde mit der Gründung der Ornua Co-operative Limited (vormals An Bord Bainne, dann Irish Dairy Board) im Jahre 1961 gelegt. Ornua Co-Operative Limited ist eine Molkereigenossenschaft, die Milchprodukte im Auftrag ihrer Mitglieder, irische Milchverarbeiter sowie Molkereien und damit auch rund 14.000 irische Milchbauern, vermarktet und verkauft. Sie wurde gegründet, um den Export von Milchprodukten zu fördern, koordinieren und weiterzuentwickeln. 
Seit 1962 werden unter dem Markennamen Kerrygold die irischen Milchprodukte der Genossenschaft international vertrieben. Kerrygold wurde erstmals 1962 in Großbritannien eingeführt. 1964 begann der Export in weitere Märkte, darunter Gibraltar, Malta, Zypern, den Nahen Osten, die Golfstaaten, die Kanarischen Inseln, die Karibik und Asien. Irland trat 1973 der EU bei, was dem Land neue Exportmöglichkeiten eröffnete. Somit konnten die Exporte der Marke ausgebaut und in weiteren europäischen Ländern, einschließlich Deutschland, eingeführt werden.
Seit 1982 ist die Marke Kerrygold in den deutschen Lebensmittelmärkten erhältlich. Das Sortiment umfasst in Deutschland heute Butter, Käse (seit 2005), Streichfette aus Butter und Rapsöl (seit 2009) sowie Frischkäse (seit 2022).

## Standort Deutschland
1973 wurde ein Abpackstandort der Marke Kerrygold in Krefeld errichtet. Die irische Butter wurde hier am 4. September 1973 zum ersten Mal abgepackt. Ein Markenzeichen der (ungesalzenen) Kerrygold-Butter ist die typische Goldfolienverpackung.
2007 verlegte man den vergrößerten Standort in die Kerrygoldstraße 1 in Neukirchen-Vluyn. Hier werden jährlich etwa 260 Millionen Päckchen irische Butter abgepackt. Diese kommt in 25 Kilogramm schweren Blöcken aus Irland und wird in Neukirchen-Vluyn in handelsübliche 150-250g-Päckchen verpackt und versandfertig in Kartons auf Paletten gestapelt.
Die Ornua Deutschland GmbH war laut Firmenwebsite mit dem Vertrieb von rund 79.000 Tonnen Butter und Käse der Marke Kerrygold im Jahr 2020 einer der größten Vermarkter von Molkereiprodukten in Deutschland.
Die Kerrygold-Produkte werden nach Herstellerangaben aus irischer Weidemilch hergestellt.  Die Abpackung kann außerhalb Irlands erfolgen und lässt sich anhand des Genusstauglichkeitskennzeichens nachvollziehen.